# 任昉
任昉（460年—508年），字彥昇，小字阿堆，樂安博昌（今山東壽光）人。南朝梁文學家。

## 生平
自幼“聪明神悟”，四岁能诵诗，八歲能文，“雅善属文，尤长载笔，声闻藉甚。”叔父任晷誇他“吾家千里駒也。”南朝宋時，舉兗州秀才，拜太常博士。入齊為王儉所重，任丹陽尹刘秉的主簿（办公室主任）、竟陵王記室參軍，官至中書侍郎、司徒右長史，梁時歷任義興（今江蘇宜興縣）、新安（今浙江淳安縣）太守。一生仕宋、齊、梁三代，為官清廉，仁愛恤民，离开義興时，“舟中惟有绢七匹，米五石而已”。天監七年（508年）卒於官舍，家中仅有桃花米20石。梁武帝萧衍“悲不自胜”，“即日举哀，哭之甚恸”。任昉卒後，子孫流离寒窘，幾無以自存，未見其生前故友伸援。劉峻乃作《廣絕交論》以譏之。到溉早年受到任昉提拔，見此《廣絕交論》非常憤怒，抱恨終身。
任昉寫文章時擅長表、奏、書、啟等文體，文格壯麗，“起草即成，不加点窜”，而同期的沈約以詩著稱，時人稱「任筆沈詩」。沈约称任防“心为学府，辞同锦肆。”王融“自謂無對當時”，可是一見任昉之作，似“恍然若失”。王俭见其笔札，“必三复殷勤，以为当时无辈，曰：‘自傅季友以来，始复见于任子。若孔门是用，其入室升堂。’”又與沈约、王僧儒同为三大藏书家。竟陵八友之一。作《奏彈范鎮》文，他反對范縝的“神滅論”。著有《述異記》2卷、《杂传》247卷、《地理书钞》9卷，《地记》252卷、《文集》23卷、《文章缘起》1卷等。

## 延伸阅读
[在维基数据编辑]
 在维基文库阅读此作者作品（ 在维基共享资源阅览影像）
 《梁書/卷14》，出自姚思廉《梁書》
 《南史·卷59》，出自李延壽《南史》